# Alexandre Varille
Alexandre Varille (Lyon, 12 de marzo de 1909 - Joigny, 1 de noviembre de 1951) fue un egiptólogo francés.

## Biografía
Durante sus estudios, obtuvo la licenciatura en derecho y literatura y conoció a Victor Loret, su profesor de egiptología en la Universidad de Lyon, que le transmitió su pasión por la filología y arqueología egipcia. Varille comenzó a trabajar en Egipto en 1931 junto a su colega Clément Robichon (1906-1999) y al año siguiente fue nombrado miembro del Instituto Francés de Arqueología Oriental en El Cairo.
.

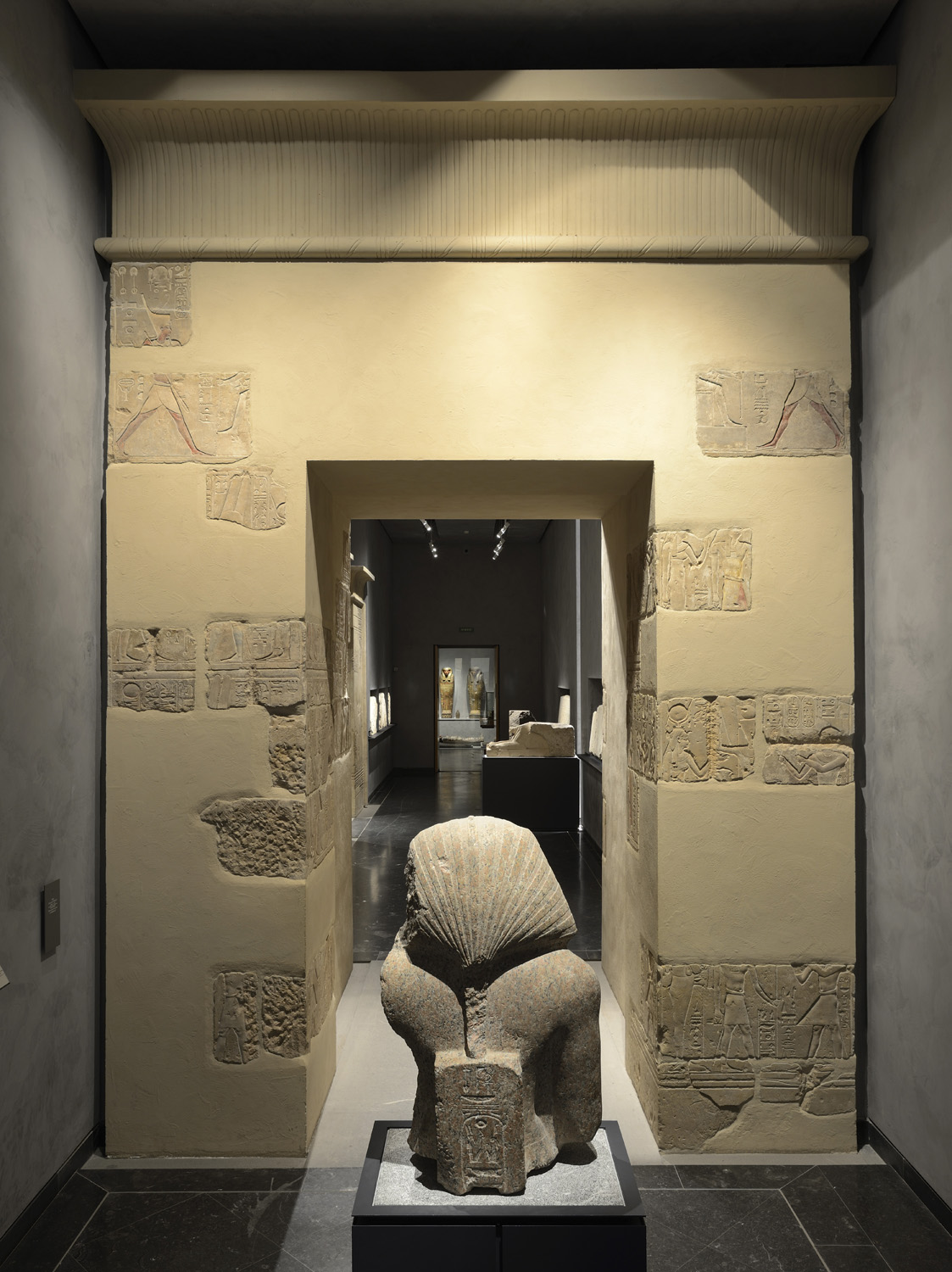
Puertas del templo de Medamud

En 1939, excavó las puertas monumentales de Ptolomeo III y Ptolomeo IV del templo de Montu en Medamud, que ahora se encuentran en el Musée des Beaux-Arts de Lyon.
También llevó a cabo intensas excavaciones en el templo de Karnak-Norte, de 1940 a 1943. Durante estas campañas, Varille y su colaborador Robichon conocieron a René Adolphe Schwaller de Lubicz que se alojaba con su familia en el Alto Egipto. Juntos, fundaron el "Grupo de Luxor" en 1943. La visión de Varille de las excavaciones se alteró: el simbolismo egipcio debería integrarse en los métodos arqueológicos relacionados con los períodos anteriores a la ocupación romana. Varille decidió invertir su tiempo en intentar buscar las nuevas oportunidades que ofrecía la filosofía egipcia de los símbolos. Fruto de esta colaboración, publicaron en 1946 la Dissertation sur une stèle pharaonique, donde ofrece un desciframiento filológico y esotérico al margen de la ciencia jeroglífica oficial, en la más pura tradición de una cábala fonética de la que el francés antiguo podrá inspirarse hasta llegar a Rabelais para su lengua diplomática, y haciendo referencia a Clemente de Alejandría (cf. Stromata). Otra de sus ideas más controvertidas era que pensaba que los templos egipcios eran como los seres vivos, que nacían, crecían y morían en relación con los ciclos de la astronomía. También se debe a Varille y a Robichon un hermoso álbum de fotos sobre la tierra de los faraones, titulado En Égypte, álbum revisado en 1951 con una visión antropológica más amplia que incorpora el simbolismo del Antiguo Egipto. Apareció en 1955 una versión en inglés de esta obra bajo el título de Eternal Egypt.
En 1941 fue director de estudios en la Sorbonne, París. En 1944, fue contratado como experto por el Servicio de Antigüedades Orientales, mientras continuaba su investigación con el “Grupo de Luxor” al que se unirían el “guardián” del Valle de los Reyes, Alexandre Stoppelaëre, y el arqueólogo belga Arpag Mekhitarian. Varille también era un apasionado seguidor de una de las principales figuras del arte arquitectónico egipcio del Imperio Nuevo, el artífice de los Colosos de Memnon en el siglo XIV a. C. al que le dedicará un primer estudio en colaboración con Robichon, publicado en 1936 por la IFAO: Le Temple du Scribe Royal Amenhotep, fils de Hapou. Además, siguiendo con el tema, escribió su tesis universitaria, que se publicará póstumamente en 1968 bajo los auspicios de Jean Vercoutter bajo el título: Inscriptions concernant l'architecte Amenhotep, fils de Hapou (Inscripciones relativas al arquitecto Amenhotep, hijo de Hapu).
El rey Faruq de Egipto le confió personalmente la responsabilidad de las excavaciones arqueológicas en el Alto Egipto como inspector de las antigüedades egipcias (1948-1949). Víctor Loret, del que había sido su alumno más brillante, le legó sus archivos. Unos años más tarde, en medio de la 'Querelle des Egyptologues' ("Querella de los egiptólogos", entre historiadores y simbolistas), fue atacado en la prensa entre otros por el egiptólogo abad Drioton, pero fue apoyado en Le Figaro por Jean Cocteau y André Rousseaux. Varille presentó sin éxito su controvertida tesis sobre la escuela del simbolismo egipcio en el Instituto de Francia, Sección Academia de las Ciencias. Pero Varille murió poco después, repentinamente, a la edad de 42 años, en un accidente automovilístico a principios de 1951, en Borgoña. A esta tragedia se sumó, al año siguiente, el golpe de Estado egipcio de Muhammad Naguib, lo que hará poner fin a los trabajos del “Grupo de Luxor”, que soñaba con un cuestionamiento total de las excavaciones en los yacimientos arqueológicos egipcios, a la luz de los nuevos descubrimientos sobre el simbolismo egipcio, como la disposición del pavimento de la sala hipóstila del Templo de Luxor en forma de mosaico que representa la cabeza de un faraón.
Los archivos de Varille fueron vendidos en el año 2000 a Ars Libris, en Boston. La Universidad de Milán los adquirió en 2002 por 225.000 euros.

## Algunas obras
- 1930, Une stèle du vizir Ptahmes, contemporain d’Aménophis III (n° 88 del Musée de Lyon). BIFAO 31, 497-507.
- 1936, Le temple du scribe royal Amenhotep fils de Hapou, Fouilles de l'Institut français du Caire, XI (junto con Clement Robichon).
- 1946, Quelques caractéristiques du Temple Pharaonique.
- 1946, Dissertation sur une Stèle Pharaonique (sobre la estela D52 del Musée d'art et d'archéologie de Genève, reedición Ginebra, 2004).
- 1947, A propos des Pyramides de Snéfrou.
- 1949,  Le Temple dans l'Homme.
- 1954, "La Stèle du mystique Béky", Bulletin de l'Institut Français d'Archéologie Orientale, n. LIV.
- 1955, Eternal Egypt. Londres: Duckworth (junto con Clement Robichon).